# 1441
| [ Edytuj tabelę ]                          | |
| Król Polski                                | - 1434 Władysław III Warneńczyk 1444 |
| Współksiążęta Andory                       | - 1437 Arnau Roger de Pallars 1461 - 1436 Gaston IV 1472 |
| Król Anglii                                | - 1422 Henryk VI 1461 |
| Król Aragonii i Walencji, hrabia Barcelony | - 1416 Alfons V Aragoński 1458 |
| Władca Azteków                             | - 1440 Montezuma I 1468 |
| Elektor Brandenburgii                      | - 1440 Fryderyk II Żelazny 1471 |
| Książę Bawarii-Ingolstadt                  | - 1413 Ludwik VII Brodaty 1443 |
| Książę Bawarii-Landshut                    | - 1393 Henryk XVI Bogaty 1450 |
| Książę Bawarii-Monachium                   | - 1438 Albert III 1460 |
| Książę Burgundii                           | - 1419 Filip III Dobry 1467 |
| Cesarz Bizancjum                           | - 1425 Jan VIII Paleolog 1448 |
| Sułtan Brunei                              | - 1433 Sulaiman 1473 |
| Cesarz Chin                                | - 1435 Zhu Qizhen 1449 |
| Król Cypru                                 | - 1432 Jan II 1458 |
| Król Czech                                 | - 1440 Władysław Pogrobowiec 1457 |
| Król Danii                                 | - 1440 Krzysztof Bawarski 1448 |
| Dalajlama                                  | - 1391 Gendun Drup 1474 |
| Władca Egiptu                              | - 1438 Czakmak 1453 |
| Cesarz Etiopii                             | - 1434 Zara Jaykob Konstantyn 1468 |
| Król Francji                               | - 1422 Karol VII 1461 |
| Król Gruzji                                | - 1412 Aleksander 1442 |
| Hrabia Holandii                            | - 1433 Filip III Dobry (z Burgundii) 1467 |
| Władca Inków                               | - 1438 Pachacutec 1471 |
| Cesarz Japonii                             | - 1428 Go-Hanazono 1464 |
| Kalif                                      | - 1414 Al-Mu’tadid II 1441 - 1441 Al-Mustakfi II 1451 |
| Król Kastylii i Leónu                      | - 1406 Jan II Kastylijski 1454 |
| Patriarcha Konstantynopola                 | - 1440 Metrofan II 1443 |
| Władca Korei                               | - 1418 Sejong Wielki 1450 |
| Wielki książę litewski                     | - 1440 Kazimierz IV Jagiellończyk 1492 |
| Cesarz Majapahitu                          | - 1429 Suhita 1447 |
| Sułtan Maroka                              | - 1421 Abdulhak II 1465 |
| Książę Mediolanu                           | - 1412 Filip Maria 1447 |
| Senior Monako                              | - 1436 Jan I 1454 |
| Wielki książę moskiewski                   | - 1425 Wasyl II Ślepy 1462 |
| Król Nawarry                               | - 1425 Blanka I z Nawarry i Jan II Aragoński 1441 - 1441 Jan II Aragoński 1479                                                                                                  |
| Król Norwegii                              | - 1396 Eryk Pomorski 1442 |
| Sułtan Omanu                               | - 1435 Abu al-Hasan 1451 |
| Elektor Palatynatu                         | - 1436 Ludwik IV 1449 |
| Papież                                     | - 1431 Eugeniusz IV 1447 - 1439 Feliks V 1449 |
| Król Portugalii                            | - 1438 Alfons V 1481 |
| Cesarz Rzymski (niemiecki)                 | - 1440 Fryderyk III Habsburg 1493 |
| Kapitanowie Regenci San Marino             | - 1440 Antonio di Simone Belluzzi Giacomo d'Antonio Sammaritani 1441 - 1441 Filippo di Giovanni Caccia Niccolò di Michelino 1441 - 1441 Marino Calcigni Tommaso di Antonio 1442 |
| Despota Serbii                             | - 1429 Jerzy I Branković 1456 |
| Elektor Saksonii                           | - 1428 Fryderyk II Łagodny 1464 |
| Król Szkocji                               | - 1437 Jakub II 1460 |
| Król Szwecji                               | - 1440 Krzysztof Bawarski 1448 |
| Król Tajlandii                             | - 1424 Borommaracha Thirat II 1448 |
| Sułtan Turków                              | - 1421 Murad II 1444 |
| Doża Wenecji                               | - 1423 Francesco Foscari 1457 |
| Król Węgier                                | - 1439 Władysław I 1444 |
| Cesarz Wietnamu                            | - 1433 Lê Thái Tông 1442 |
| Wielki mistrz zakonu krzyżackiego          | - 1422 Paul Bellitzer von Russdorff 1441 - 1441 Konrad von Erlichshausen 1450                                                                                                   |

Rok 1441 / MCDXLI
stulecia: XIV wiek ~
XV wiek ~
XVI wiek

lata: 1431 «
1436 «
1437 «
1438 «
1439 «
1440 «
1441
» 1442
» 1443
» 1444
» 1445
» 1446
» 1451

## Wydarzenia w Polsce
- Traktat pokojowy w Toruniu

## Wydarzenia na świecie
- 24 czerwca – założono prestiżową angielską szkołę Eton College.
- Formalnie wydany zakaz obchodzenia sabatu przez Sobór florencki.
- Pod przewodem dynastii Xiu z miasta Uxmal wybuchło powstanie możnych rodów zakończone zdobyciem Mayapánu (Majowie).
- Powstanie chłopskie w Danii.

## Urodzili się
- Warłam – metropolita Moskwy i Wszechrusi.

## Zmarli
- 9 lipca – Jan van Eyck, malarz niderlandzki.
- Dobiesław Puchała – rycerz-husyta, założyciel rodu Puchała (ur. ?)
- Maciej z Koła, polski duchowny katolicki, teolog i prawnik (ur. ok. 1375)